# Radikal 35
Das Radikal 35 mit der Bedeutung langsam gehen ist eines von 31 traditionellen Radikalen der chinesischen Schrift, die mit drei Strichen geschrieben werden. 
Es gibt weitere Radikalzeichen, die diesem Zeichen ähnlich sehen. 

## Schriftzeichenverbindungen, die vom Radikal 35 regiert werden
| Striche | Zeichen |
| ------- | ------- |
| +0      | 夊      |
| +04     | 夋      |
| +05     | 夌      |
| +06     | 変 复   |
| +07     | 夎夏    |
| +11     | 夐      |
| +15     | 夑      |
| +16     | 夒 夓   |
| +17     | 夔      |

 Im Unicodeblock Kangxi-Radikale ist das Radikal 35 unter der Codepointnummer 12.066 (U+2F22) codiert.